# Гробље Монмартр
Гробље Монмартр француски "Cimetière de Montmartre" — налази се на северу Париза. Постоји још од 18. века и чини један од постојећа 4 гробља у Паризу.
Такође спада у једно од туристичких места као и гробље Пер Лашез на истоку Париза.

## Познати покојници сахрањени на гробљу
- Адолф Адам
- Андре Мари Ампер
- Хектор Берлиоз
- Далида
- Теодор Шасрио
- Едгар Дега
- Александар Дима-син
- Вацлав Нижински
- Емил Зола
- Симон де Гонкур
- Стендал
- Леон Фуко
- Жан Леон Жером
- Жак Офенбах
- Жан Баптист Гренз
- Адолф Сакс
- Хајнрих Хајне
- Франсоа Трифо
- Фридрих Калкбренер
- Анри Жорж Клузо
- Ема Ливри
- Франс Гал